# Борисовский, Владимир Захарович
Влади́мир Заха́рович Борисо́вский (25 апреля 1933, Дебальцево — 11 февраля 2012, Киев) — украинский государственный деятель.

## Биография
Родился 25 апреля 1933 года в городе Дебальцево Донецкой области.
В 1956 году окончил Киевский политехнический институт, кафедру автоматизации электромеханических систем и электропривода (ранее «Электрооборудование промышленных предприятий»).
- С 1956 по 1963 годы — работал в Криворожском монтажном управлении № 453 треста «Южэлектромонтаж»: мастером, прорабом, начальником участка, главным инженером на стройках горнорудной и металлургической промышленности Кривбасса[2].
- С 1963 по 1977 — инструктор, заместитель заведующего и заведующего отделом строительства и коммунального хозяйства Днепропетровского обкома Компартии Украины.
- С 1977 по 1979 — работал заместителем председателя Днепропетровского облисполкома.
- С 1979 — первый заместитель министра промышленного строительства.
- С 1981 по 1987 — министр монтажных и специальных строительных работ Украины.
- С 1987 по 1990 — заместитель председателя Совета Министров Украины.
- С 05.06.1991 по 25.02.1992 — Государственный министр по вопросам инвестиционной политики и строительного комплекса в Правительстве Фокина, Министр инвестиций и строительства Украины (25 февраля — 30 декабря 1992 г.).
- С 1991 — президент Всеукраинской общественной организации «Союз строителей Украины».
- С 25.02.1992 по 30.12.1992 — Министр инвестиций и строительства Украины.
- С 1993 по 1998 — директор АОЗТ «Лукойл-Украина».
- С 1999 — первый заместитель председателя Национального депозитария Украины.

Депутат Верховной Рады Украины 10-го и 11-го созывов.
Член Комитета по Государственным премиям Украины в области науки и техники. Академик, член президиума Академии технологических наук, академик Инженерной академии наук Украины, член Правления Украинского союза промышленников и предпринимателей, вице-президент Международного союза строителей, член Правления Международного союза товаропроизводителей.
Умер в феврале 2012 года.

## Награды
- Лауреат Государственных премий в области науки и техники СССР (1984) и Украины (1999);
- Орден «Знак Почёта»;
- Орден Октябрьской Революции;
- Дважды орден Трудового Красного Знамени;
- Три медали;
- Почётная грамота Президиума Верховного Совета УССР;
- Почётная грамота Верховной Рады Украины;
- Почётная грамота Кабинета Министров Украины;
- Заслуженный строитель УССР.